# 2014年山西腐败案
2014年山西官场地震或称山西官场大地震、山西塌方式腐败，是指自2014年起，山西省人民政府、中共山西省委所属的诸多中高级官员相继因贪腐问题被调查，引起全国关注。仅在8月，中纪委就宣布对四位副部级高官的调查。此次事件被官方定性为“系统性、塌方式腐败”，山西塌方式腐败与时任全国政协副主席令计划关系密切，而时任中共山西省委书记袁纯清也因此被调离山西。

## 省委领导变动
2013年12月26日至27日，中共山西省委十届五次全会召开时，省委常委共13人：
- 省委书记：袁纯清（兼省人大常委会主任）
  - 副书记：李小鹏（省长）、金道铭（专职副书记）
- 其他常委：胡苏平（宣传部部长）、高建民（常务副省长）、汤涛（组织部部长）、李兆前（省纪委书记）、陈川平（太原市委书记）、张少华（省军区政委）、王建明（政法委书记）、聂春玉（省委秘书长）、杜善学（副省长）、白云（统战部部长）

2014年9月1日，中共中央政治局常委刘云山、中央组织部部长赵乐际赴太原宣布山西省委主要负责人职务调整：王儒林任山西省委书记，袁纯清不再担任山西省委书记。9月30日，中共山西省委召开常委扩大会议，宣布中共中央关于山西省党政班子调整补充的决定。此时，省委常委的组成是：
- 省委书记：王儒林（兼省人大常委会主任）
  - 副书记：李小鹏（省长）、楼阳生（专职副书记）
- 其他常委：胡苏平（宣传部部长）、高建民（常务副省长）、黄晓薇（省纪委书记）、吴政隆（太原市委书记）、张少华（省军区政委）、王建明（政法委书记）、孙绍骋（统战部部长）、王伟中（省委秘书长）、付建华（副省长）、盛茂林（组织部部长）

## 相关官员名单
| 案发时间（或公布时间） | 姓名     | 最高职务                                                           | 调查部门   | 调查结论                                                   |
| ---------------------- | -------- | ------------------------------------------------------------------ | ---------- | ---------------------------------------------------------- |
| 2014年2月20日          | 丁雪峰   | 吕梁市长                                                           | 山西省纪委 | 免职                                                       |
| 2014年2月24日          | 任云峰   | 山西省政府机关事务管理局局长                                       | 山西省纪委 | 开除党籍和公职，移送司法机关                               |
| 2014年2月24日          | 安俊生   | 山西省政协常委、省地质勘查局原局长                                 | 山西省纪委 | 开除党籍和公职，移送司法机关                               |
| 2014年2月27日          | 金道铭   | 山西省委副书记、省人大常委副主任、省委党校校长                     | 中央纪委   | 无期徒刑，剥夺政治权利终身，没收个人全部财产               |
| 2014年3月6日           | 谢克敏   | 山西省监察厅副厅长（曾任高平市委书记）                             | 山西省纪委 | 开除党籍和公职，移送司法机关                               |
| 2014年4月11日          | 郭忠实   | 山西省直机关工委副书记                                             | 山西省纪委 | 有期徒刑13年                                               |
| 2014年4月12日          | 申维辰   | 中国科协党组书记、副主席、书记处第一书记（曾任太原市委书记）       | 中央纪委   | 无期徒刑，剥夺政治权利终身，没收个人全部财产               |
| 2014年4月13日          | 吉久昌   | 忻州市委常委、组织部长，太原市副市长                               | 山西省纪委 |                                                            |
| 2014年4月30日          | 杨晓波   | 高平市委副书记、市长                                               | 山西省纪委 | 开除党籍和公职，移送司法机关                               |
| 2014年5月15日          | 靳瑞林   | 大同市副市长                                                       | 山西省纪委 | 开除党籍和公职，山西省检察院已立案                         |
| 2014年5月29日          | 张中生   | 吕梁市副市长                                                       | 山西省纪委 | 死刑，缓期二年执行，剥夺政治权利终身，并处没收个人全部财产 |
| 2014年6月10日          | 王银旺   | 平定县委书记                                                       | 山西省纪委 | 开除党籍和公职，移送司法机关                               |
| 2014年6月15日          | 段建国   | 山西省交通厅厅长                                                   | 山西省纪委 | 开除党籍和公职，移送司法机关                               |
| 2014年6月19日          | 令政策   | 山西省政协副主席、第九届省委委员                                   | 中央纪委   | 有期徒刑12年6个月                                          |
| 2014年6月19日          | 杜善学   | 山西省委常委、副省长                                               | 中央纪委   | 无期徒刑，剥夺政治权利终身，没收个人全部财产               |
| 2014年6月20日          | 王茂设   | 运城市委书记                                                       | 山西省纪委 | 有期徒刑15年，没收个人财产人民币五百万元                   |
| 2014年7月23日          | 杨森林   | 山西省纪委常务副书记                                               | 中央纪委   | 开除党籍和公职，山西省检察院已立案                         |
| 2014年7月              | 郭继平   | 山西离柳焦煤集团董事长                                             | 山西省纪委 |                                                            |
| 2014年8月23日          | 聂春玉   | 山西省委常委、秘书长                                               | 中央纪委   | 有期徒刑15年，没收个人财产人民币四百万元                   |
| 2014年8月23日          | 陈川平   | 山西省委常委、副省长、太原市委书记                                 | 中央纪委   | 有期徒刑6年6个月，罚金人民币三十万元                       |
| 2014年8月23日          | 柳遂记   | 太原市委常委、政法委书记、太原市公安局局长                         | 山西省纪委 | 有期徒刑19年，罚金人民币二百万元                           |
| 2014年8月29日          | 白 云    | 山西省委常委、统战部部长                                           | 中央纪委   | 有期徒刑12年，没收个人财产人民币二百万元                   |
| 2014年8月29日          | 任润厚   | 山西省副省长                                                       | 中央纪委   | 开除党籍，移送司法机关，调查期间病亡                       |
| 2014年8月              | 刘建中   | 山西省晋能有限责任公司董事长、党委书记                             | 山西省纪委 |                                                            |
| 2014年9月              | 阎刚平   | 吕梁市委原常委、离石区委书记                                       | 山西省纪委 | 开除党籍和公职，移送司法机关                               |
| 2014年9月25日          | 王民     | 阳泉市委常委、纪委书记                                             | 山西省纪委 | 有期徒刑11年，没收个人财产人民币七十万元                   |
| 2014年9月25日          | 秦建孝   | 泽州县委书记                                                       | 山西省纪委 | 开除党籍和公职，移送司法机关                               |
| 2014年9月25日          | 王树新   | 晋城市委常委、常务副市长（原高平市委书记）                         | 山西省纪委 |                                                            |
| 2014年10月15日         | 丰立祥   | 山西省委委员、大同市委书记                                         | 山西省纪委 | 开除党籍和公职，天津市检察院已立案                         |
| 2014年11月3日          | 田玉宝   | 太原市人大常委会副主任                                             | 山西省纪委 | 开除党籍，移送司法机关                                     |
| 2014年11月6日          | 李建功   | 山西省国土资源厅厅长                                               | 山西省纪委 | 开除党籍和公职，移送司法机关                               |
| 2014年11月17日         | 张俊明   | 高平市委常委、纪委书记                                             | 晋城市纪委 | 开除党籍和公职，移送司法机关                               |
| 2014年11月28日         | 徐尚红   | 左云县委书记                                                       | 山西省纪委 |                                                            |
| 2014年11月28日         | 解先文   | 阳高县委书记                                                       | 山西省纪委 |                                                            |
| 2014年11月28日         | 康晓剑   | 陽泉市城區區委書記                                                 | 山西省纪委 |                                                            |
| 2014年11月28日         | 李立平   | 广灵县长                                                           | 山西省纪委 |                                                            |
| 2014年12月2日          | 刘广龙   | 吕梁市政协副主席（原中阳县委书记）                                 | 山西省纪委 | 开除党籍和公职，移送司法机关                               |
| 2014年12月2日          | 王建国   | 孝义市长（原中阳县县长）                                           | 山西省纪委 | 开除党籍和公职，移送司法机关                               |
| 2014年12月12日         | 吴永平   | 山西省煤炭工业厅厅长                                               | 山西省纪委 | 开除党籍和公职，移送司法机关                               |
| 2014年12月18日         | 李亚力   | 山西省公安厅原党委委员、副厅长兼太原市公安局原党委书记、局长       | 山西省纪委 |                                                            |
| 2014年12月25日         | 李良森   | 呂梁市委常委、政法委書記                                           | 山西省纪委 | 开除党籍和公职，移送司法机关                               |
| 2014年12月25日         | 霍富榮   | 代縣縣委書記                                                       | 山西省纪委 | 开除党籍和公职，移送司法机关                               |
| 2014年12月25日         | 劉德躍   | 陽泉市礦區區委書記                                                 | 山西省纪委 | 开除党籍和公职，移送司法机关                               |
| 2014年12月25日         | 程曉春   | 石樓縣縣委副書記、縣長                                             | 呂梁市纪委 |                                                            |
| 2014年12月29日         | 董洪运   | 忻州市委书记                                                       | 山西省纪委 |                                                            |
| 2015年3月2日           | 黄献军   | 山西省军区政治部原主任、少将                                       | 山西省纪委 |                                                            |
| 2015年3月9日           | 刘向东   | 山西省省委委员、省委巡视组原组长、山西省环境保护厅原党组书记、厅长 | 山西省纪委 | 开除党籍和公职，移送司法机关                               |
| 2015年4月10日          | 苗俭中   | 中国移动通信集团山西有限公司党组书记、董事长兼总经理               | 山西省纪委 |                                                            |
| 2015年5月6日           | 曹耀丰   | 山西省晋能集团有限公司原副董事长、党委副书记、总经理               | 山西省纪委 |                                                            |
| 2015年7月6日           | 洪发科   | 阳泉市委书记                                                       | 山西省纪委 | 开除党籍和公职，移送司法机关                               |
| 2015年7月24日          | 上官永清 | 山西国信投资集团有限公司董事长、党委书记                           | 山西省纪委 | 开除党籍和公职，移送司法机关                               |
| 2016年2月28日          | 齐峰     | 山西省新闻出版广电局党组书记、局长                                 | 山西省纪委 | 开除党籍和公职，移送司法机关                               |
| 2016年3月31日          | 杨茂林   | 山西省煤炭工业厅党组成员、副厅长                                   | 山西省纪委 | 开除党籍，移送司法机关                                     |